# كريستيان هايز
كريستيان هايز (بالإنجليزية: Christian Hayes)‏ هو كاتب أغاني بريطاني، ولد في 10 يونيو 1964 في وستمنستر في المملكة المتحدة.

## وصلات خارجية
- الموقع الرسمي